# Чемпіонат світу з футболу 1978 (кваліфікаційний раунд, КОНМЕБОЛ)
У рамках відбіркового турніру до чемпіонату світу з футболу 1978 команди конфедерації КОНМЕБОЛ змагалися за дві гарантовані путівки до фінальної частини чемпіонату світу з футболу 1978, а також за місце у міжконтинентальному плей-оф, у якому володар ще одного місця на світовій першості мав визначитися у боротьбі проти представника зони УЄФА. Крім того ще один представник Південної Америки, збірна Аргентини, кваліфікувався до розіграшу Кубка світу автоматично як господар фінальної частини турніру.
Відбірковий турнір проходив у два раунди:
- Перший Раунд: 9 команд-учасниць кваліфікації були поділені на три групи по три команди в кожній. Кожна команда грала із кожним із суперників по дві гри, одній вдома і одній на виїзді. Переможці груп виходили до Фінального раунду.
- Фінальний Раунд: три команди-учасниці грали між собою по одній грі на нейтральному полі. Команди, що посіли перші два місця за результатами цього турніру, виходили напряму до фінальної частини світової першості, а третя команда ставала учасником міжконтинентального плей-оф.

## Перший раунд

### Група 1
| Місце | Команда  | О | І | В | Н | П | Г+ | Г- | РГ |
| ----- | -------- | - | - | - | - | - | -- | -- | -- |
| 1     | Бразилія | 6 | 4 | 2 | 2 | 0 | 8  | 1  | +7 |
| 2     | Парагвай | 4 | 4 | 1 | 2 | 1 | 3  | 3  | 0  |
| 3     | Колумбія | 2 | 4 | 0 | 2 | 2 | 1  | 8  | −7 |

| 20 лютого 1977 | Колумбія | 0 – 0    | Бразилія | Богота, Колумбія             |  |
|                |          | Протокол |          | Суддя: Комесанья (Аргентина) |  |
|                |          |          |          |                              |  |

| 24 лютого 1977 | Колумбія | 0 – 1 | Парагвай | Богота, Колумбія             |  |
|                |          |       | Хара 26' | Суддя: Ороско Герреро (Перу) |  |
|                |          |       |          |                              |  |

| 6 березня 1977 | Парагвай | 1 – 1 | Колумбія     | Асунсьйон, Парагвай                |  |
|                | Хара 90' |       | Віларете 58' | Суддя: Серульйо Джуліано (Уругвай) |  |
|                |          |       |              |                                    |  |

| 9 березня 1977 | Бразилія                                                         | 6 – 0    | Колумбія | Ріо-де-Жанейро, Бразилія    |  |
|                | Роберто Динаміт 15', 31' Зіку 25' Маріньйо 41', 55' Рівеліно 85' | Протокол |          | Суддя: Коересса (Аргентина) |  |
|                |                                                                  |          |          |                             |  |

| 13 березня 1977 | Парагвай | 0 – 1    | Бразилія         | Асунсьйон, Парагвай          |  |
|                 |          | Протокол | Інсфран 59' (аг) | Суддя: Пестаріно (Аргентина) |  |
|                 |          |          |                  |                              |  |

| 20 березня 1977 | Бразилія                  | 1 – 1    | Парагвай | Ріо-де-Жанейро, Бразилія       |  |
|                 | Роберто Динаміт 6' (пен.) | Протокол | Баес 54' | Суддя: Рамон Баррето (Уругвай) |  |
|                 |                           |          |          |                                |  |

Збірна Бразилії вийшла до Фінального Раунду.

### Група 2
| Місце | Команда   | О | І | В | Н | П | Г+ | Г- | РГ |
| ----- | --------- | - | - | - | - | - | -- | -- | -- |
| 1     | Болівія   | 7 | 4 | 3 | 1 | 0 | 8  | 3  | +5 |
| 2     | Уругвай   | 4 | 4 | 1 | 2 | 1 | 5  | 4  | +1 |
| 3     | Венесуела | 1 | 4 | 0 | 1 | 3 | 2  | 8  | −6 |

| 9 лютого 1977 | Венесуела  | 1 – 1 | Уругвай     | Каракас, Венесуела        |  |
|               | Флорес 88' |       | Олівейра 5' | Суддя: Рамірес (Колумбія) |  |
|               |            |       |             |                           |  |

| 27 лютого 1977 | Болівія     | 1 – 0 | Уругвай | Ла-Пас, Болівія                |  |
|                | Хіменес 48' |       |         | Суддя: Арппі Фільйо (Бразилія) |  |
|                |             |       |         |                                |  |

| 6 березня 1977 | Венесуела   | 1 – 3 | Болівія                         | Каракас, Венесуела               |  |
|                | Iriarte 86' |       | Месса 5' Хіменес 76' Агілар 80' | Суддя: Сільваньйо Каванна (Чилі) |  |
|                |             |       |                                 |                                  |  |

| 13 березня 1977 | Болівія                  | 2 – 0 | Венесуела | Ла-Пас, Болівія            |  |
|                 | Хіменес 17' Арагонес 53' |       |           | Суддя: Перес Нуньєс (Перу) |  |
|                 |                          |       |           |                            |  |

| 17 березня 1977 | Уругвай          | 2 – 0 | Венесуела | Монтевідео, Уругвай      |  |
|                 | Піссані 11', 83' |       |           | Суддя: Маркес (Бразилія) |  |
|                 |                  |       |           |                          |  |

| 27 березня 1977 | Уругвай          | 2 – 2 | Болівія         | Монтевідео, Уругвай           |  |
|                 | Перейра 23', 49' |       | Агілар 25', 59' | Суддя: Ітурральде (Аргентина) |  |
|                 |                  |       |                 |                               |  |

Збірна Болівії вийшла до Фінального Раунду.

### Група 3
| Місце | Команда | О | І | В | Н | П | Г+ | Г- | РГ |
| ----- | ------- | - | - | - | - | - | -- | -- | -- |
| 1     | Перу    | 6 | 4 | 2 | 2 | 0 | 8  | 2  | +6 |
| 2     | Чилі    | 5 | 4 | 2 | 1 | 1 | 5  | 3  | +2 |
| 3     | Еквадор | 1 | 4 | 0 | 1 | 3 | 1  | 9  | −8 |

| 20 лютого 1977 | Еквадор          | 1 – 1 | Перу        | Кіто, Еквадор           |  |
|                | Пас і Міньйо 81' |       | Облітас 43' | Суддя: Роріг (Бразилія) |  |
|                |                  |       |             |                         |  |

| 27 лютого 1977 | Еквадор | 0 – 1 | Чилі       | Гуаякіль, Еквадор         |  |
|                |         |       | Гамбоа 33' | Суддя: Ромеро (Аргентина) |  |
|                |         |       |            |                           |  |

| 6 березня 1977 | Чилі       | 1 – 1 | Перу         | Сантьяго, Чилі                 |  |
|                | Аумада 42' |       | Муньянте 70' | Суддя: Фавільє Нето (Бразилія) |  |
|                |            |       |              |                                |  |

| 12 березня 1977 | Перу                                          | 4 – 0 | Еквадор | Ліма, Перу                      |  |
|                 | Хосе Веласкес] 19' Облітас 48', 50' Лусес 63' |       |         | Суддя: Луїс Барранкос (Болівія) |  |
|                 |                                               |       |         |                                 |  |

| 20 березня 1977 | Чилі                        | 3 – 0 | Еквадор | Сантьяго, Чилі                      |  |
|                 | Фігероа 29', 55' Кастро 40' |       |         | Суддя: Льобрегат Віседо (Венесуела) |  |
|                 |                             |       |         |                                     |  |

| 26 березня 1977 | Перу                   | 2 – 0 | Чилі | Ліма, Перу                |  |
|                 | Сотіль 49' Облітас 54' |       |      | Суддя: Коельйо (Бразилія) |  |
|                 |                        |       |      |                           |  |

Збірна Перу вийшла до Фінального Раунду.

## Фінальний раунд
| Місце | Команда  | О | І | В | Н | П | Г+ | Г- | РГ  |
| ----- | -------- | - | - | - | - | - | -- | -- | --- |
| 1     | Бразилія | 4 | 2 | 2 | 0 | 0 | 9  | 0  | +9  |
| 2     | Перу     | 2 | 2 | 1 | 0 | 1 | 5  | 1  | +4  |
| 3     | Болівія  | 0 | 2 | 0 | 0 | 2 | 0  | 13 | −13 |

| 10 липня 1977 | Бразилія | 1 – 0    | Перу | Калі, Колумбія              |  |
|               | Жил 53'  | Протокол |      | Суддя: Комесана (Аргентина) |  |
|               |          |          |      |                             |  |

| 14 липня 1977 | Бразилія                                                                         | 8 – 0    | Болівія | Калі, Колумбія        |  |
|               | Зіку 5', 10', 27' (пен.), 60' Роберто Динаміт 22' Жил 54' Серезо 70' Марсело 89' | Протокол |         | Суддя: Каванна (Чилі) |  |
|               |                                                                                  |          |         |                       |  |

| 17 липня 1977 | Перу                                               | 5 – 0    | Болівія | Калі, Колумбія                 |  |
|               | Кубільяс 31', 44' Хосе Веласкес 65', 89' Рохас 74' | Протокол |         | Суддя: Рамон Баррето (Уругвай) |  |
|               |                                                    |          |         |                                |  |

Бразилія і Перу кваліфікувалися до фінальної частини чемпіонату світу.
Болівія вийшла до Плей-оф КОНМЕБОЛ — УЄФА.

## Плей-оф КОНМЕБОЛ — УЄФА
| 29 жовтня 1977 Перший матч |

| Угорщина                                                                      | 6–0      | Болівія |
| ----------------------------------------------------------------------------- | -------- | ------- |
| - Нілаші 12' - Теречик 19' - Зомборі 22' - Вараді 27' - Пінтер 39' - Надь 81' | Протокол |         |

| Непстадіон Глядачів: 60,000 Арбітр: Рамон Баррето (Уругвай) |

| 30 листопада 1977 Другий матч |

| Болівія                      | 2–3      | Угорщина                                        |
| ---------------------------- | -------- | ----------------------------------------------- |
| Арагонес 45+2' (пен.), 90+4' | Протокол | - Теречик 37' - Галас 43' - Дель Льяно 84' (аг) |

| Стадіон імені Ернандо Сілеса Глядачів: 46,583 Арбітр: Чарльз Корвер (Нідерланди) |

До фінальної частини чемпіонату світу пройшла збірна Угорщини.

## Бомбардири
5 голів
| - Зіку |

4 голи
| - Роберто Динаміт - Хуан Карлос Облітас |

3 голи
| - Мігель Агілар - Карлос Арагонес | - Порфіріо Хіменес | - Хосе Веласкес |

2 голи
| - Жилберто Алвес - Маріньйо Шагас - Еліас Фігероа | - Карлос Хара Сагієр - Теофіло Кубільяс - Даріо Перейра | - Нітдер Піссані |

1 гол
| - Овідіо Месса - Тоніньйо Серезо - Марсело Олівейра - Роберто Рівеліно - Серхіо Аумада - Освальдо Кастро | - Мігель Анхель Гамбоа - Едуардо Віларете - Хосе Фабіан Пас і Міньйо - Карлос Хосе Баес - Алехандро Лусес - Хуан Хосе Муньянте | - Персі Рохас - Уго Сотіль - Вашингтон Олівейра - Вісенте Флорес - Рафаель Іріарте |

1 автогол
| - Віндзор дель Льяно (у грі проти Угорщини) - Хосе Домінго Інсфран (у грі проти Бразилії) |